# 卡兰贝
卡兰贝是巴西巴拉那州的一个市镇。总面积649.679平方公里，总人口17301人，人口密度26.6人/平方公里。